# Daniel Theaker
Daniel George Theaker (30 mars 1967 à Edmonton, Alberta, Canada - ) est un compositeur canadien. Il étudia des cours de composition avec Carleton Elliott à l'Université Mount Allison dans Sackville, Nouveau-Brunswick. Il est édité chez Mayfair Montgomery Publishing.